# Rockin’on Japan
A Rockin’on Japan (stilizálva ROCKIN'ON JAPAN) 1986. óta havi rendszerességgel megjelenő japán magazin, amely elsősorban a japán zenei színtérrel és különböző kulturális eseményekkel, így művészeti és kulináris kiállításokkal foglalkozik.

## Története
A magazint 1972-ben alapították Rockin’on néven és elsősorban alaposan forrásolt és ellenőrzött híreket közölt le, miközben tartalma egyáltalán nem volt cenzúrázva. Ennek következtében a magazin hasábjain kizárólag személyes interjúkat tesznek közzé, általános sajtóinterjúk és bejelentések nem kapnak helyet benne. 1986-ban a magazin kettévált; a Rockin’on Japan a japán, míg a Rockin’on a nemzetközi zenével foglalkozott. Sibuja Joicsi, a magazin tulajdonosa felügyelete alatt az kibővült, illetve több, a Rockin’on Inc. cég által szponzorált könnyűzenei fesztivált is alapítottak.

## Könnyűzenei fesztiválok
A magazin által létrehozott fő fesztivál a Rock in Japan Festival, mely a moshingot és a stage divingot is megtiltó szigorú szabályzatával kilóg a többi hasonló fesztiváltól, amire azért került sor, hogy az nyitottabb legyen az általános zenerajongók felé. A  magazin által szponzorált másik nagyobb fesztivál a Countdown Japan nevet kapta, a két fesztivál teszi ki a magazin japán zenére irányuló promóciós tevékenységét. A magazin a zenekészítést is támogatja a Jackman Records nevű zenestúdióján keresztül. A magazin által készített és népszerűsített zene közkeleti neve Rockin’on-kei lett, ami a „lenyűgöző technikai virtuozitással játszott haloványan progresszív, felhígult alternatív rock dallamokkal kevert szárnyaló J-pop énekdallamokat” képviseli.